# Grand Prix de l'Escaut féminin 2022
Pour la course masculine, voir Grand Prix de l'Escaut 2022.
La 2e édition du Grand Prix de l'Escaut féminin a eu lieu le 6 avril 2022. La course fait partie du calendrier international féminin UCI 2022 en catégorie 1.1. Elle est remportée par la Néerlandaise Lorena Wiebes.

## Présentation

### Équipes
| UCI Women's WorldTeams (7)- Team DSM - Trek-Segafredo - EF Education-TIBCO-SVB - Liv Racing Xstra - Movistar Team - Team BikeExchange-Jayco - UAE Team ADQ Équipes féminines continentales (17)- Andy Schleck-CP NVST-Immo Losch - Arkéa Pro Cycling Team - Bingoal-Chevalmeire-Van Eyck Sport - Ceratizit-WNT Pro Cycling - GT Krush Tunap - Rupelcleaning - Le col-Wahoo - Lotto Soudal Ladies - Massi Tactic - Multum Accountants - AG Insurance NXTG - Parkhotel Valkenburg - Plantur-Pura - St Michel-Auber 93 - Stade Rochelais Charente-Maritime - Coop-Hitec Products - Valcar-Travel & Service Équipe féminine amateur- Proximus-Alphamotorhomes |
| |

### Parcours
La course débute par une partie en ligne, puis se conclut par trois tours d'un circuit de 17 km.

## Récit de la course
Simone Boilard, Abi Smith et Megan Armitage forment l'échappée matinale. Leur avance atteint deux minutes. L'équipe DSM les reprend à cinq kilomètres de l'arrivée. La course se conclut au sprint et Lorena Wiebes s'impose,.

## Classements

### Classement final
| \| Classement général \| Classement général \| Classement général \| Classement général \| Classement général \| \| Coureuse \| Coureuse \| Pays \| Équipe \| Temps \| \| ------------------ \| ------------------ \| ------------------ \| ----------------------- \| ------------------ \| \| 1re \| Lorena Wiebes \| Pays-Bas \| Team DSM \| 3 h 21 min 56 s \| \| 2e \| Chiara Consonni \| Italie \| Valcar-Travel & Service \| + 0 s \| \| 3e \| Rachele Barbieri \| Italie \| Liv Racing Xstra \| + 0 s \| \| 4e \| Georgia Baker \| Australie \| Team BikeExchange-Jayco \| + 0 s \| \| 5e \| Barbara Guarischi \| Italie \| Movistar Team \| + 0 s \| \| 6e \| Chloe Hosking \| Australie \| Trek-Segafredo \| + 0 s \| \| 7e \| Julie De Wilde \| Belgique \| Plantur-Pura \| + 0 s \| \| 8e \| Letizia Borghesi \| Italie \| EF Education-TIBCO-SVB \| + 0 s \| \| 9e \| Anna Trevisi \| Italie \| UAE Team ADQ \| + 0 s \| \| 10e \| Charlotte Kool \| Pays-Bas \| Team DSM \| + 0 s \| |                   |           |                         |                 |
| |                   |           |                         |                 |
| Source : ProCyclingStats |                   |           |                         |                 |
| Classement général |                   |           |                         |                 |
| Coureuse | Coureuse          | Pays      | Équipe                  | Temps           |
| 1re | Lorena Wiebes     | Pays-Bas  | Team DSM                | 3 h 21 min 56 s |
| 2e | Chiara Consonni   | Italie    | Valcar-Travel & Service | + 0 s           |
| 3e | Rachele Barbieri  | Italie    | Liv Racing Xstra        | + 0 s           |
| 4e | Georgia Baker     | Australie | Team BikeExchange-Jayco | + 0 s           |
| 5e | Barbara Guarischi | Italie    | Movistar Team           | + 0 s           |
| 6e | Chloe Hosking     | Australie | Trek-Segafredo          | + 0 s           |
| 7e | Julie De Wilde    | Belgique  | Plantur-Pura            | + 0 s           |
| 8e | Letizia Borghesi  | Italie    | EF Education-TIBCO-SVB  | + 0 s           |
| 9e | Anna Trevisi      | Italie    | UAE Team ADQ            | + 0 s           |
| 10e | Charlotte Kool    | Pays-Bas  | Team DSM                | + 0 s           |

### Points UCI
| Position           | 1er | 2e | 3e | 4e | 5e | 6e | 7e | 8e | 9e | 10e | 11e | 12e | 13e à 15e | 16e à 25e |
| Classement général | 125 | 85 | 70 | 60 | 50 | 40 | 35 | 30 | 25 | 20  | 15  | 10  | 5         | 3         |